# Roberto Tálice
Roberto Alejandro Tálice (Montevideo, Uruguay, 15 de marzo de 1902 - Buenos Aires, Argentina, 20 de mayo de 1999) fue un reconocido periodista, crítico de cine, dramaturgo y escritor uruguayo.

## Biografía
En 1910, con solamente ocho años, comenzó a escribir y a los trece, en 1915, estrenó su primera obra teatral titulada La nena, en el Teatro Florida de su país natal. A principios de la década de 1920 viajó a París (Francia) y años después contó su experiencia allí en su libro París bien vale una musa (Ed. Corregidor, 1986).
En 1923 se radicó en la ciudad de Buenos Aires y al poco tiempo, presentó sus nuevas obras: Los puritanos y La última evasión -en colaboración con Enrique González Tuñón-. Invitado por Natalio Félix Botana, ingresó a la redacción del popular Diario Crítica como Jefe de Espectáculos y trabajó junto a Jorge Luis Borges, Roberto Arlt, Horacio Rega Molina, Pablo Rojas Paz y Nicolás Olivari, los hermanos Raúl y Enrique González Tuñón y Ulises Petit de Murat.
LLevó al teatro alrededor de 200 obras, de las cuales 32 fueron estrenadas en teatros de la ciudad y otras fueron representadas por América y Europa e incluso, con diferentes idiomas,  como John, Jean y Juan, La Machorra, Don Juan se confiesa, Los caminos de Dios, Amor todas las noches y Tempestad. Junto con Belisario García Villar y Eliseo Montaine, en 1944 diseñó los guiones de su primera película: Centauros del pasado, con la protagonización estelar de Alita Román y Pedro Maratea; además obtuvo el premio Cóndor de Plata al mejor guion original por Centauros del pasado (1944). Intercalando siempre en dramas o comedias, en 1947 filmó uno de sus mayores éxitos cinematográficos: La gata, de Mario Soffici, y en el medio artístico llegó a trabajar con Nélida Franco, Rosa Rosen, Luis Arata, Santiago Gómez Cou y Olinda Bozán.
En 1954 incursionó en Crisol de hombres, donde colaboró con Abel Santa Cruz y el filme le dio la posibilidad de debutar a muchos jóvenes en el arte a través de un concurso organizado. Varios de sus trabajos en la cinematografía merecieron algunas distinciones de la Asociación de Críticos de la Municipalidad de Buenos Aires. Participó laboralmente en Brasil.
Como representante de los autores argentinos participó en muchos Congresos y Reuniones Internacionales de la CISAC que afilia a todas las Sociedades Autorales de los cinco continentes con sede permanente en París y en diversos festivales de cine internacionales como los de Berlín, San Sebastián y México. Fue además, vicepresidente del Consejo Panamericano de la CISAC, fundador y presidente durante varios períodos de la Asociación de Cronistas Cinematográficos de la Argentina, vicepresidente del Círculo de Periodistas Técnicos y de la Casa del Teatro, miembro del Directorio del Instituto Nacional de Cinematografía, Asesor de la Comedia Nacional, director de la Comedia de la Provincia de Buenos Aires, creador de 20 Seminarios de Formación Integral de Teatro en la provincia de Buenos Aires, miembro de la Sociedad Argentina de Escritores (SADE), Académico de Número de la Academia Porteña del Lunfardo, cofundador de la Academia Nacional de Periodismo, cofundador y directivo de la Feria del Libro y director de LS11 Radio Provincia.
Hizo traducciones y adaptaciones de obras de Luigi Pirandello, William Shakespeare, Oscar Wilde, Noël Coward y otros autores de varias nacionalidades y dio innumerables charlas en universidades de Europa y de América. Desde su puesto en Argentores (la asociación de los autores teatrales), Tálice reconocía siempre que la ley 11.723 de Propiedad Intelectual que impulsó en el año 1933 el fundador de Diario Clarín, Roberto Noble, fue un modelo de legislación. Hizo ineludible el cobro y el pago de los derechos de autor y condujo el noticiero Sucesos Argentinos.
Con libro de Alberto Migré, en 1974 incursionó en los libretos de la exitosa película Rolando Rivas, taxista, que años anteriores (1972-1973) había sido llevada a la televisión por Canal 13. La trama del filme narraba la vida de Rolando que ha quedado viudo de su segunda esposa, Natalia y tiene a su cuidado el pequeño hijo de aquella. Durante un viaje a Ezeiza se encuentra con Mónica, su primera mujer (nuevamente interpretada por Soledad Silveyra quien aceptó el papel luego de un año de ausencia en el programa), con quien viviera una relación tempestuosa. Ahora ella es azafata, ha quedado en la ruina y parece haber cambiado. Entre los dos renace el fuego que el tiempo parecía haber apagado.
Entre sus obras literarias más destacas cabe mencionar El Malevo Muñoz (Ed. Corregidor, 1996), 100.000 ejemplares por hora, de 1977 y 1989, La gran farsa (Ed. J.M. Serrano, 1922), entre otros. Desempeñó cargos en diarios, revistas y publicaciones del Río de la Plata, especializándose en la crítica teatral y cinematográfica. Participó como corresponsal, viajero y/o enviado especial en Misiones Internacionales y en la Prensa Filmada por su actuación en productoras de noticieros cinematográficos y documentales, así como en Congresos Internacionales llevados a cabo en Buenos Aires, Montevideo, México y Palma de Mallorca.
A lo largo de su carrera, recibió una infinidad de premios por parte de la Comisión Nacional de Cultura, Argentores, Ministerio de Instrucción Pública del Uruguay, la Casa de Teatro de Montevideo, etc. Obtuvo además la Faja de Honor de la SADE, el Premio Nacional de Teatro en Uruguay, la Pluma de Plata Pen Club y la Placa de Honor otorgada por el Congreso Panamericano de la CISAC en Madrid en 1986.
En 1990 fue declarado Ciudadano ilustre de la Ciudad de Buenos Aires, en 1997 la Cámara de Diputados lo designó como Mayor Notable Argentino y en 1999, un mes antes de su muerte, la Secretaría de Cultura de la Presidencia de la Nación lo nombró Personalidad Emérita de la Cultura Argentina. Falleció a la edad de 97 años en la Clínica Santa Isabel, y sus restos fueron inhumados en el Panteón de Actores del cementerio de La Chacarita.

## Filmografía
Guionista:
- Rolando Rivas, taxista (1974)
- Hoy cumple años mamá (1948)
- El precio de una vida (1947)
- La gata (1947)

Argumento:
- Isla hechizada (inédita - 1955)
- Crisol de hombres (1954)

Autor:
- Sábado del pecado (no estrenada comercialmente - 1954)
- Centauros del pasado (1944)

Adaptación al español:
- El paraíso (1953)

Producción:
- Evasión (1947)